# Эскишехир (баскетбольный клуб)
«Эскишехир Баскет» — турецкий профессиональный баскетбольный клуб из города Эскишехир. Несмотря на своя короткую историю, клуб прошел путь от 3 дивизиона до ТБЛ за 4 года, дебютировав в высшем эшелоне в 2010 году. До 2014 года клуб носил название «Олин Эдирне» и базировался в городе Эдирне. В сезоне 2011/2012 «Олин» впервые стартовал в еврокубках, а именно в Еврочеллендже.

## Сезоны
| Сезон   | Лига | Уровень | РЧ | Плей-Офф      | Еврокубки                    |
| ------- | ---- | ------- | -- | ------------- | ---------------------------- |
| 2010-11 | ТБЛ  | 1       | 7  | Четвертьфинал | -                            |
| 2011-12 | ТБЛ  | 1       | -  | -             | Групповой этап Еврочелленджа |

## Известные игроки
- Предраг Самарджиски
- Реналдас Сейбутис
- Видас Гиневичус
- /  Эрл Роуланд